# Paul Sbath
Paul Sbath (ou Būlus Ṣbāṭ), né à Alep en 1887, mort le 20 octobre 1945, est un prêtre de l'Église syrienne catholique qui s'est rendu célèbre par une collection et des catalogues de manuscrits proche-orientaux anciens.

## Activités
Il commença à collecter des manuscrits en 1912 dans sa ville natale et en réunit rapidement une centaine. En août 1913, il se rendit à Jérusalem pour devenir professeur de syriaque et d'arabe dans le séminaire syrien-catholique ouvert dans cette ville par des bénédictins français de la congrégation de Subiaco. Il y poursuivit sa collecte et y bénéficia des conseils des orientalistes y séjournant. Fin juillet 1914 (quelques jours avant l'éclatement de la Première Guerre mondiale), il quitta Jérusalem pour entreprendre un voyage d'études en Europe, mais il dut renoncer à s'embarquer et retourner à Alep, ayant laissé en Palestine les manuscrits qu'il y avait collectés. Quand il revint à Jérusalem vers le 1er octobre 1918, il ne retrouva que quelques-uns de ces manuscrits, car les établissements français avaient été saisis par les Turcs au début de la guerre. Mais il avait consacré les années du conflit, pendant lesquelles il était cantonné à Alep, à fouiller cette ville, et put réunir alors une bibliothèque de 1 000 volumes contenant plus de 1 500 manuscrits. Dans les années 1920, il poursuivit ses investigations, notamment, en Égypte (où il s'installa durablement) et au Liban.
Il réunit finalement un fonds constitué de 1 325 manuscrits d'époques et de sujets très divers (1 243 en arabe, 31 en syriaque, 44 en turc et en persan, et quelques-uns en d'autres langues). Un manuscrit syriaque remonte au VIIIe siècle, et la moitié des manuscrits datent d'entre le XIe  et le XVIIe siècle. En 1926, il fit don de 775 manuscrits de cette collection à la Bibliothèque vaticane (représentée par Eugène Tisserant), où ils constituent le fondo Sbath. Le reste demeura en sa possession, jusqu'à sa mort, à Alep.
Après sa mort, ses héritiers cédèrent cette collection à une Fondation Georges Salem nouvellement créée. La collection de manuscrits de cette fondation, la plus importante dans des mains privées en Syrie, comprend  actuellement 548 manuscrits (508 en arabe, 15 en arabe transcrit en garshuni, 6 en syriaque et 19 en turc, persan, arménien et italien). Le récent catalogage effectué par une équipe de l'Institut inter-universitaire du Proche-Orient ancien de l'université de Barcelone a permis de retrouver les manuscrits du catalogue établi par Paul Sbath en 1928-34, sauf 23 dont on ignore le sort, et 23 autres (22 en arabe et un en persan) qui ne figuraient pas dans le catalogue d'origine. 60 de ces manuscrits sont antérieurs au XVIIe siècle (jusqu'au XIIe siècle). La collection se trouvait dernièrement dans la cathédrale maronite Saint-Élie.
Paul Sbath prit également des notes sur des collections de manuscrits autres que la sienne ; il en publia un catalogue en trois volumes (Al-Fihris) en 1938/40, faisant état d'environ 3 000 manuscrits qu'il aurait personnellement pu consulter, notamment à Alep. Le premier volume, consacré à des auteurs antérieurs au XVIIe siècle, recense 1 031 manuscrits (606 chrétiens, 408 musulmans, 15 juifs et deux païens) appartenant à 93 propriétaires, dont 83 d'Alep.
Paul Sbath s'est également occupé de l'édition de certains des textes qu'il avait découverts.

## Éditions de textes
- Paul Sbath (éd.), Mukhtaṣar fî 'ilm al-nafs al-insânîya li-Ghrîghûriyûs Abî al-Faraj al-ma'rûf bi-Ibn al-'Ibrî saḥḥaḥahu wa-'allaqa 'alaihi al-qass... / Traité sur la science de l'âme humaine par Grégoire Bar Hebræus, Le Caire, H. Friedrich et Cie, 1928.
- Paul Sbath (éd.), Vingt traités philosophiques et apologétiques d'auteurs arabes chrétiens du IXe  au XIVe siècle, Le Caire, H. Friedrich et Cie, 1929 (introduction en français, puis textes arabes seuls)[9].
- Paul Sbath et Max Meyerhof (éds.), Al-Masâ'il fî l-'ayn / Le livre des questions sur l'œil de Hunayn ibn Ishaq, Mémoires de l'Institut d'Égypte, n° 36, Le Caire, 1938.